# Godfried I van Bretagne
Godfried I van Bretagne (Rennes, circa 980 - Nantes, 20 november 1008) was van 992 tot aan zijn dood hertog van Bretagne. Hij behoorde tot het huis Rennes.

## Levensloop
Godfried I was de zoon en erfgenaam van hertog Conan I van Bretagne uit diens huwelijk met Ermengarde van Anjou, dochter van graaf Godfried I van Anjou.
In 992 volgde hij zijn vader op als hertog van Bretagne. In deze functie werd Godfried geconfronteerd met verschillende uitdagingen: het graafschap Blois aasde op zijn hertogdom, de Vikingen bedreigden zijn landerijen en hij moest beslissen of hij de bescherming zou aanvaarden die het graafschap Anjou hem aanbood.
In 996 sloot hij een politieke alliantie met hertog Richard II van Normandië, met een diplomatiek dubbelhuwelijk tussen de twee dynastieën. De huwelijksceremonies vonden plaats op de grens van Bretagne en Normandië, op het eiland Mont Saint-Michel. Godfried huwde er met Havise, de zus van Richard II van Normandië, terwijl Richard II huwde met Godfrieds zus Judith.
Godfried I van Bretagne overleed in november 1008, toen hij een pelgrimstocht naar Rome maakte.

## Nakomelingen
Godfried I en zijn echtgenote Havise kregen vier kinderen:
- Alan III (997-1040), hertog van Bretagne
- Evenus (998-1037)
- Odo I (999-1079), graaf van Penthièvre
- Adela (overleden in 1067), abdis van het Saint-Georgesklooster in Rennes

## Voorouders
| Voorouders van Godfried I van Bretagne (980-1008) | Voorouders van Godfried I van Bretagne (980-1008)             | Voorouders van Godfried I van Bretagne (980-1008)             | Voorouders van Godfried I van Bretagne (980-1008)             | Voorouders van Godfried I van Bretagne (980-1008)             | Voorouders van Godfried I van Bretagne (980-1008)                        | Voorouders van Godfried I van Bretagne (980-1008)                        | Voorouders van Godfried I van Bretagne (980-1008)                                       | Voorouders van Godfried I van Bretagne (980-1008)                                       |
| ------------------------------------------------- | ------------------------------------------------------------- | ------------------------------------------------------------- | ------------------------------------------------------------- | ------------------------------------------------------------- | ------------------------------------------------------------------------ | ------------------------------------------------------------------------ | --------------------------------------------------------------------------------------- | --------------------------------------------------------------------------------------- |
| Overgrootouders                                   | ? (–) ∞ ? (-)                                                 | ? (–) ∞ ? (-)                                                 | ? (–) ∞ ? (-)                                                 | ? (–) ∞ ? (-)                                                 | Fulco II van Anjou (909-958) ∞ Gerberga van Orléans (ca. 920 - voor 952) | Fulco II van Anjou (909-958) ∞ Gerberga van Orléans (ca. 920 - voor 952) | Robert I van Meaux (910-966) ∞ Adelheid dochter van Giselbert van Chalon (ca.928 – 987) | Robert I van Meaux (910-966) ∞ Adelheid dochter van Giselbert van Chalon (ca.928 – 987) |
| Grootouders                                       | Judicael Berengar (896–995) ∞ Gerberga (-)                    | Judicael Berengar (896–995) ∞ Gerberga (-)                    | Judicael Berengar (896–995) ∞ Gerberga (-)                    | Judicael Berengar (896–995) ∞ Gerberga (-)                    | Godfried I van Anjou (938-987) ∞ Adelheid van Meaux (934 - 974)          | Godfried I van Anjou (938-987) ∞ Adelheid van Meaux (934 - 974)          | Godfried I van Anjou (938-987) ∞ Adelheid van Meaux (934 - 974)                         | Godfried I van Anjou (938-987) ∞ Adelheid van Meaux (934 - 974)                         |
| Ouders                                            | Conan I van Bretagne (–992) ∞ Ermengarde van Anjou (956-1024) | Conan I van Bretagne (–992) ∞ Ermengarde van Anjou (956-1024) | Conan I van Bretagne (–992) ∞ Ermengarde van Anjou (956-1024) | Conan I van Bretagne (–992) ∞ Ermengarde van Anjou (956-1024) | Conan I van Bretagne (–992) ∞ Ermengarde van Anjou (956-1024)            | Conan I van Bretagne (–992) ∞ Ermengarde van Anjou (956-1024)            | Conan I van Bretagne (–992) ∞ Ermengarde van Anjou (956-1024)                           | Conan I van Bretagne (–992) ∞ Ermengarde van Anjou (956-1024)                           |